# La haine est ma compagne
 (mai 2018).
La haine est ma compagne  est un roman policier de Charles Exbrayat paru en 1978.

## Résumé
Dans la brigade de police de La Corogne, en Galice, dirigée par le commissaire Juan Moria, seul l’inspecteur Henarès a une situation de famille heureuse, entre sa femme, Dolorès, et sa fille, Carmen. Le commissaire n’a pas eu d’enfants, l’inspecteur Valoja en a trop et n’arrive plus à les faire vivre, et l’inspecteur Sachado, veuf, se morfond dans une solitude agressive.
Trois ans plus tôt, Henarès avait réussi, par son témoignage, à faire condamner Rafaël Hernandez, un voyou venu de Cordoue, à  une lourde peine de prison. De retour en ville, Rafaël jure de se venger. Son idée initiale est de s’introduire avec deux complices, ainsi que sa petite amie, dans l’appartement de l'inspecteur qu'il pense vide, afin d’y tout casser. Hélas ce jour-là, Dolorès et Carmen étaient présentes. La bande ne voit pas d’autre solution que de les tuer. Ils ignorent qu’ils sont filmés durant toute l’opération par une caméra que Hénarès avait dissimulée dans son appartement et que Dolorès a pu déclencher à temps.
Lorsque Hénarès rentre chez lui, avec son ami Agostino Mirana, présentement clochard, mais né dans une famille aisée, qui considérait Dolorès et Carmen comme sa propre famille, il détruit les preuves qui pourraient pousser à l’arrestation de la bande et décide de régler ses comptes lui-même.
Avec l’aide d’Agostino, qui fréquente les bas-fonds de la ville et connaît les voyous, et en cachette du commissaire qui désapprouve la vengeance menée à des fins personnelles, Henarès va pousser les membres de la bande, des petits truands devenus meurtriers par accident, à s’entretuer pour protéger leur secret.

## Thématique
Ce roman est proche, par son thème, d’un autre roman d’Exbrayat, Les Menteuses : une personne seule décide de ne pas dénoncer les assassins de ses proches à la police pour mener sa vengeance elle-même.

## Éditions
Le roman paraît initialement en 1978 en grand format à la Librairie des Champs-Élysées. Réédité en 1981 dans la collection Le Masque sous le no 1634, il connaît une autre réédition en 1990 dans la collection Club des Masques sous le no 593. La dernière réédition date de 1993.